# Bob Bullock

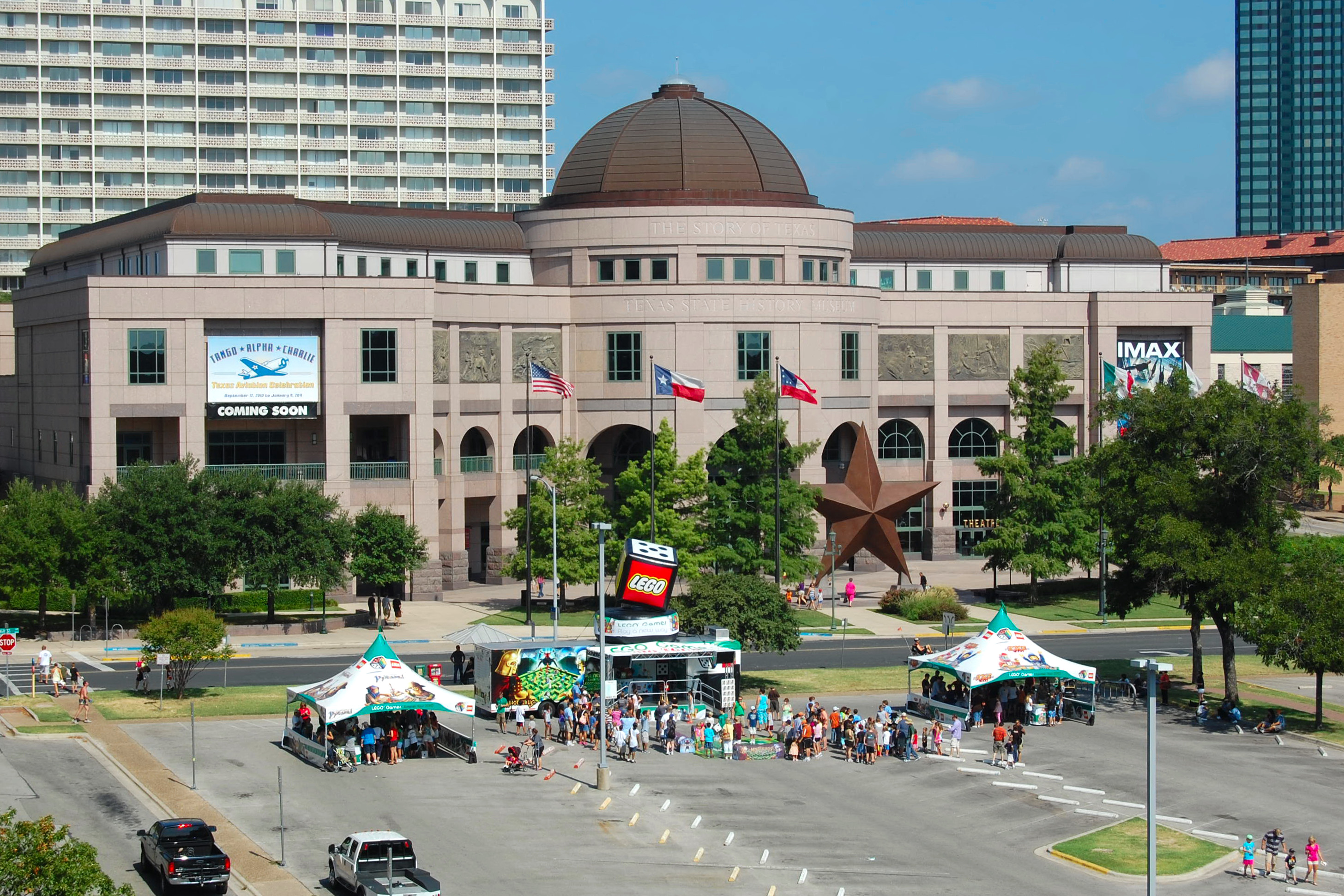
El Museo de Historia del Estado de Texas en Austin lleva el nombre de Bullock, quien como vicegobernador impulsó la creación de la instalación. Foto tomada en 2010.

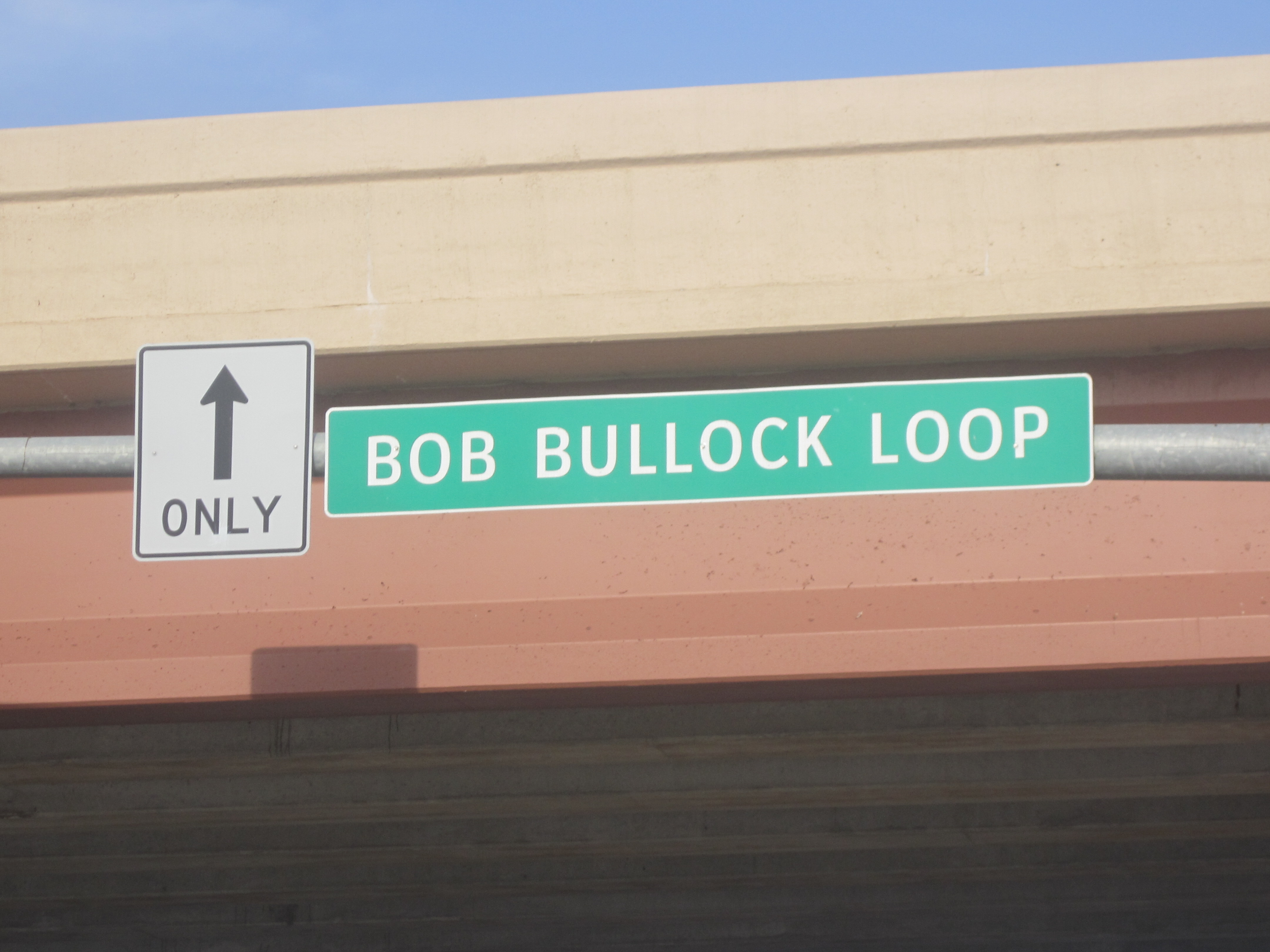
La autopista Bob Bullock en Laredo, Texas, es un segmento periférico de la Interestatal 35.

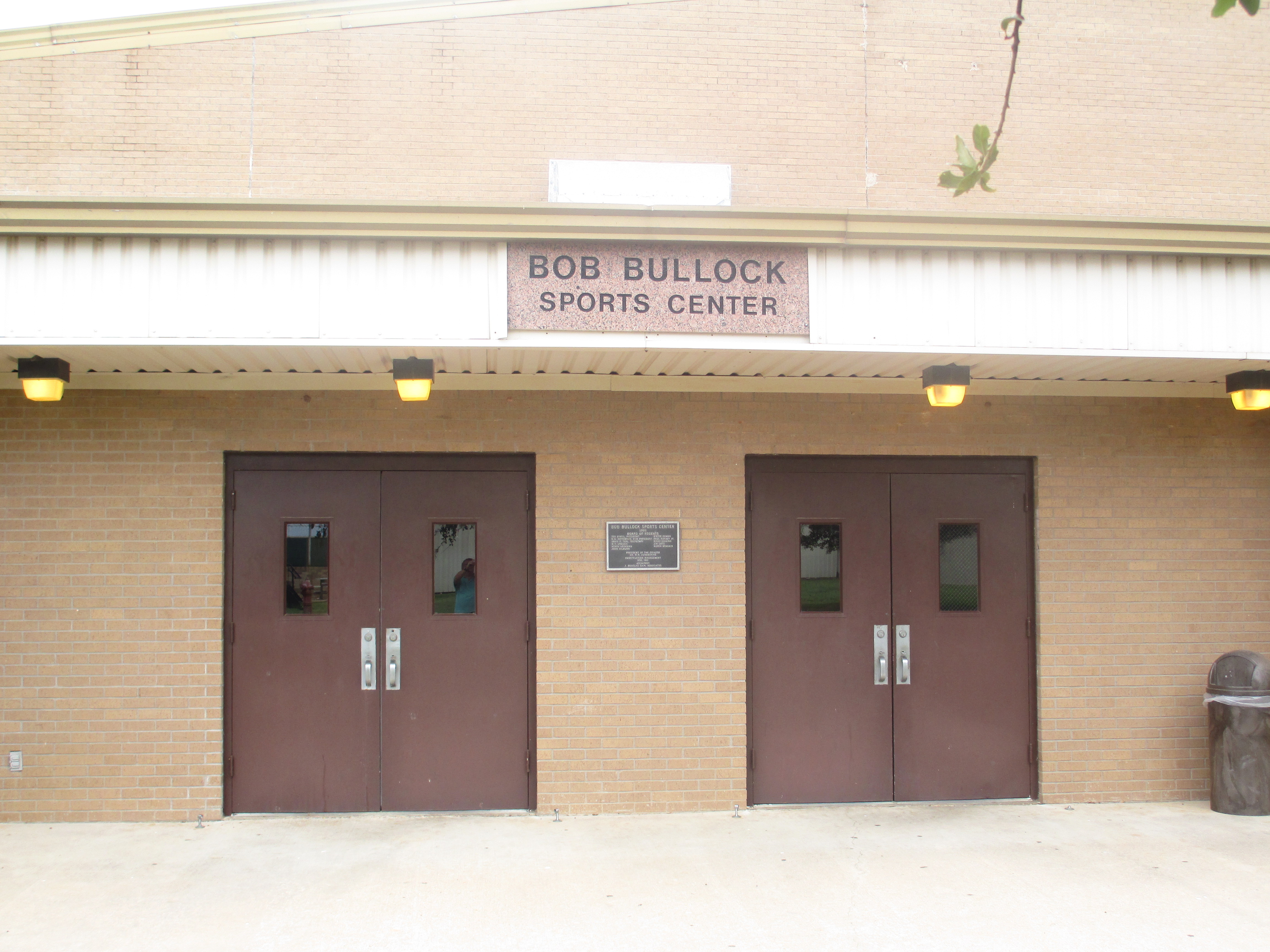
El Centro Deportivo Bob Bullock en Hill College, en su ciudad natal de Hillsboro, Texas, abrió sus puertas en 1988, cuando Bullock todavía era el contralor del estado de Texas.

Robert Douglas Bullock (10 de julio de 1929 - 18 de junio de 1999) fue un abogado y político demócrata estadounidense de Texas, cuya carrera duró cuatro décadas. Su servicio culminó en su mandato como 38.º vicegobernador de Texas del 15 de enero de 1991 al 19 de enero de 1999, durante el mandato de la gobernadora Ann Richards y el primer mandato del gobernador George W. Bush. Bullock es uno de los últimos demócratas en ganar y/o mantener un cargo estatal en Texas.

## Primeros años de vida
Robert Douglas Bullock nació en Hillsboro, en el condado de Hill, el 10 de julio de 1929, hijo de Ruth Mitchell y Thomas Austin Bullock, un ingeniero y administrador de la ciudad de Hillsboro. Bullock se graduó de Hillsboro High School en 1947 y asistió a Hill College, una universidad secundaria, en 1949. Sirvió en la Fuerza Aérea de los Estados Unidos durante la guerra de Corea de 1951 a 1954.
Bullock se graduó de la Universidad Tecnológica de Texas con una licenciatura en Artes. También se graduó de la Universidad de Baylor con un título en derecho en 1958.

## Carrera política
Después de que Bullock comenzara su carrera en el servicio público como miembro de la Cámara de Representantes de Texas, renunció en octubre de 1959 para ejercer la abogacía y más tarde se desempeñó como asesor general de la Asociación de Concesionarios de Automóviles de Texas. Regresó a la vida pública cuando fue nombrado Secretario de Estado de Texas, el principal funcionario electoral y de registros del estado, por el gobernador Preston Smith. Bullock pronto dejó el cargo para prepararse para una carrera estatal para contralor estatal en las primarias demócratas de 1974. Desempeñó el cargo durante cuatro mandatos consecutivos de cuatro años.  Fue uno de los últimos demócratas en ganar una elección estatal en Texas.

## Teniente Gobernador
En 1990, Bullock fue elegido vicegobernador, tras derrotar al candidato republicano de 39 años, el empresario Robert Mosbacher Jr., de Houston, hijo del entonces Secretario de Comercio de los Estados Unidos, Robert Mosbacher. Bullock recibió 2.002.360 votos (51,69 por ciento) frente a los 1.741.893 votos de Mosbacher (44,97 por ciento); asumió el cargo el 15 de enero de 1991, cuando la demócrata Ann W. Richards se convirtió en la segunda gobernadora del estado. En 1994, Bullock fue elegido fácilmente para un segundo mandato de cuatro años frente al republicano Harold "Tex" Lezar; Bullock recibió 2.631.843 votos (61,48 por ciento) frente a los 1.648.848 votos de Lezar (38,52 por ciento). Bullock fue investido para su segundo mandato el 17 de enero de 1995, mientras que el republicano George W. Bush fue juramentado como el 46º gobernador de Texas, tras derrocar a Ann Richards. Bullock no se presentó a un tercer mandato en 1998; fue sucedido por el Comisionado de Agricultura republicano (y más tarde gobernador) Rick Perry el 19 de enero de 1999.
Como vicegobernador número 38 de Texas, Bullock favoreció un estilo de gestión práctico que resultó en numerosos logros como presidente del Senado de Texas. Bullock reformó las leyes de ética durante su primer mandato en un esfuerzo por restaurar la confianza pública en el gobierno estatal. Creó la Revisión de Desempeño de Texas para que el contralor estatal analizara el gasto en las agencias estatales y recomendara alternativas de ahorro de costos. Ayudó a consolidar todas las agencias ambientales en un solo departamento en un esfuerzo por servir mejor a los tejanos y proteger los recursos naturales del estado. Como el segundo funcionario estatal electo de mayor rango en el estado, Bullock impulsó agresivamente una enmienda constitucional que requiere la aprobación de los votantes antes de que se pueda promulgar un impuesto estatal sobre la renta personal y que requiere que el dinero se destine a la educación, si los votantes aprueban el impuesto. Lideró los esfuerzos para modernizar el sistema tributario de Texas y trabajó en problemas estatales en materia de reforma de responsabilidad civil, salud y justicia juvenil. Bullock jugó un papel decisivo en la búsqueda de una solución legislativa para sacar a Texas de las demandas judiciales federales relacionadas con las prisiones y la salud mental. Fue líder en los esfuerzos legislativos para renovar el sistema de financiación de la educación del estado e impulsó una ley que creó el primer plan integral de conservación y gestión del agua del estado. Como vicegobernador, profesó un enfoque no partidista a la hora de elaborar leyes, diciéndoles a menudo a los miembros del Senado de Texas que dejaran la política en la puerta.
Bullock y Bush se llevaban bien, en parte porque Bullock logró liderar una legislatura cada vez más republicana para acordar leyes y políticas clave y, "cuando se aprobaron, Bullock y el presidente de la Cámara de Representantes, Pete Laney, permitieron que Bush se adjudicara algo de crédito". Bullock respaldó extraoficialmente la campaña presidencial del gobernador republicano Bush incluso antes de que despegara.
En una conferencia de prensa posterior a las elecciones, el 8 de noviembre de 2006, un periodista del Austin American-Statesman, que había cubierto el mandato de Bush como gobernador, le preguntó a Bush si pensaba que la entonces presidenta electa de la Cámara de Representantes de Estados Unidos, Nancy Pelosi, se parecía a Bullock. El Presidente respondió que la pregunta del periodista era una broma interna. La pregunta era una referencia apenas velada a la estrecha relación de trabajo entre Bush y Bullock; el periodista aparentemente estaba preguntando si Bush sería capaz de forjar una relación bipartidista similar con los miembros de la nueva mayoría legislativa demócrata en el Congreso de Estados Unidos.
Bullock era famoso por su estilo de hablar directo y a veces políticamente incorrecto, pero también por su frase de cierre característica: "Dios bendiga a Texas". Amante de la historia de Texas, jugó un papel decisivo en la creación del Museo de Historia del Estado de Texas, ubicado justo al norte del Capitolio del Estado en Austin. Abierto al público el 21 de abril de 2001 (Día de San Jacinto) después de la muerte de Bullock, fue nombrado en su honor. El vestíbulo del segundo piso del museo cuenta con una estatua de bronce de dos metros de alto de Bullock sosteniendo un mazo gigante, junto a una galería de objetos y un vídeo de su carrera política.
Sus documentos políticos se encuentran en la Colección Baylor de Materiales Políticos.

## Vida personal

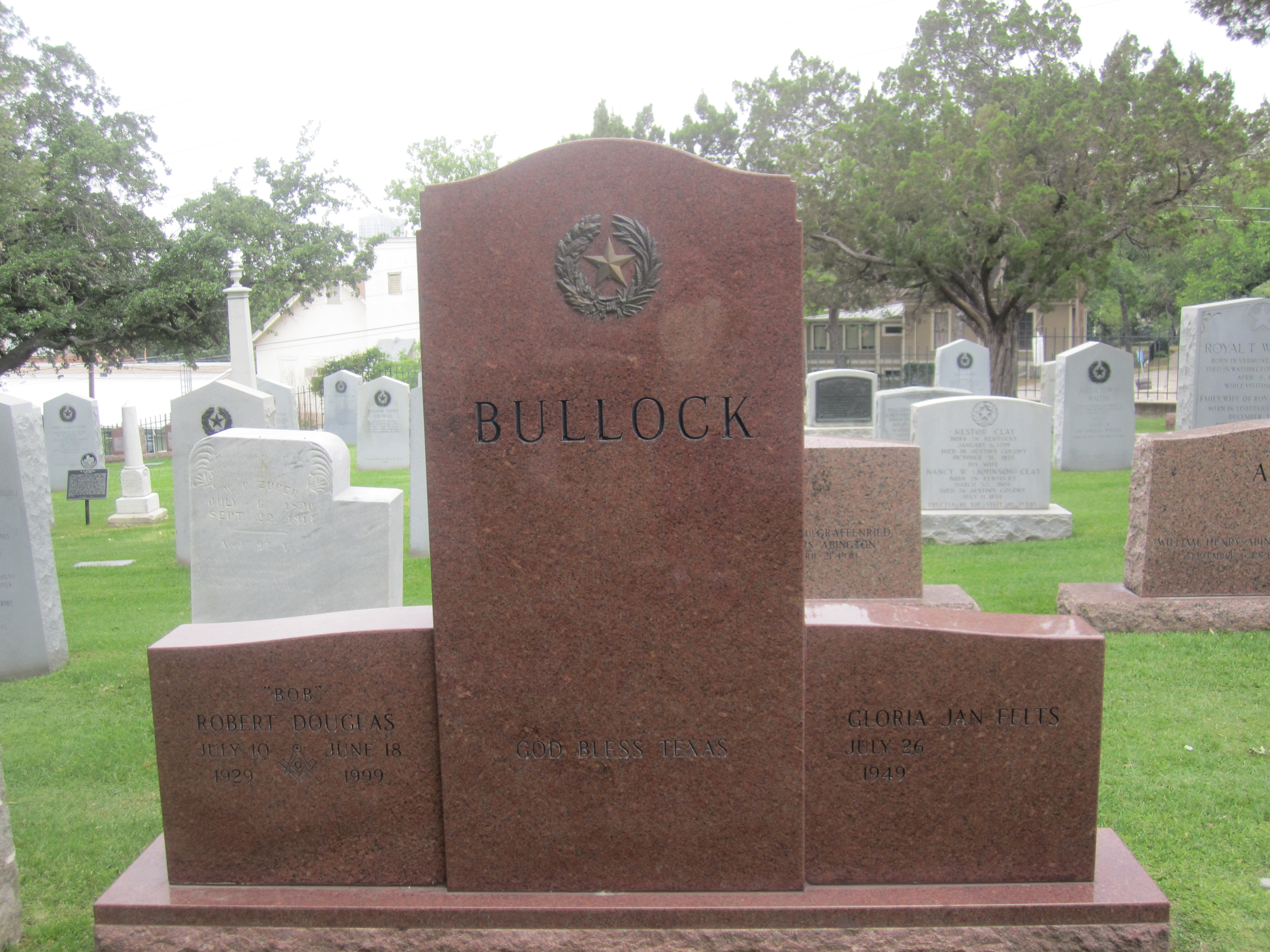
Lápida de Bob Bullock en el cementerio estatal de Texas en Austin, Texas

La vida adulta de Bullock estuvo marcada por el alcoholismo y el divorcio; tuvo un total de cinco matrimonios, aunque al menos uno de ellos fue una repetición. Dejó de beber en 1981 y permaneció activo en Alcohólicos Anónimos por el resto de su vida.
Se casó con Amelia J. Hooks de Itasca en 1950 y se divorció en 1978. Se casó con Jan Felts Teague de Austin en 1985. Tuvo dos hijos de su primer matrimonio, Lindy Bullock Ward y Robert Douglas "Bobby" Bullock Jr. También tuvo otra hija de su segundo matrimonio, Kimberly Teague.

## Muerte
Bullock murió en su casa de Austin de cáncer el 18 de junio de 1999, y está enterrado allí en el Cementerio Estatal de Texas.

## Honores
La carretera estatal Texas Loop 20 en Laredo se llama Bob Bullock Loop en su honor. El Laredo Energy Arena está ubicado justo al lado del Bob Bullock Loop. El Museo de Historia del Estado de Texas, ubicado a pocas cuadras al norte del Capitolio en Austin, recibe su nombre en honor a los esfuerzos de Bullock en el establecimiento de la instalación.